# Роберт Еммс
Роберт Еммс (англ. Robert Emms; нар. 20 травня 1986, Горлі, Суррей, Велика Британія) — британський актор, відомий виконанням ролі Піфагора в серіалі «Атлантида».

## Життєпис
Роберт Еммс народився в Горлі, Суррей, Велика Британія. Він навчався в місцевій школі, де у 2014 році було відкрито студію драматичного мистецтва, названу на його честь. Еммс був студентом Лондонської школи виконавчого мистецтва та технологій, а також Лондонської академії музичного та драматичного мистецтва.

## Кар'єра
Майже одночасно розпочав кар'єру в театрі та на телебаченні. У 2009 почав виконувати роль у виставі «Бойовий кінь». Еммс отримав роль у кінопостановці Стівена Спілберга «Бойовий кінь». Його герой Девід Лайонс був спеціально створений і складається з персонажів театральної постановки та книги, яка стала основою сценарію.
У 2011 актор зіграв англійського драматурга Томаса Деккера в фільмі «Анонім». Наступного року Роберт втілив на екрані дивного юнака Ріка в стрічці «Зламані» та виконав роль камердинера принца Олкотта (Армі Гаммер) у комедії «Білосніжка: Помста гномів». Протягом двох сезонів був у основному складі серіалу «Атлантида». У супергеройському фільмі «Пипець 2» зіграв Людину-комаху.
Стало відомо, що Роберт Еммс отримав роль тенісиста Вітаса Герулайтіса в спортивній драмі «Борг проти Макінроя», а також зіграє священика в серіалі «Порох».

## Фільмографія
| Рік       |    | Українська назва          | Оригінальна назва                                                 | Роль             |
| --------- | -- | ------------------------- | ----------------------------------------------------------------- | ---------------- |
| 2008      | с  | Пробуджуючи мерців        | Waking the Dead                                                   | Стео             |
| 2008      | с  | Не ті двері               | The Wrong Door                                                    |                  |
| 2009      | с  | Вулиця                    | The Street                                                        | Калем Міллер     |
| 2009      | кф | Букко Бланко              | Bucco Blanco                                                      | хлопець          |
| 2009      | с  | Понеділок, понеділок      | Monday Monday                                                     | Том              |
| 2010      | ф  | Арбор                     | The Arbor                                                         | молодий Девід    |
| 2011      | с  | Скотт і Бейлі             | Scott & Bailey                                                    | Люк Фаррелл      |
| 2011      | ф  | Анонім                    | Anonymous                                                         | Томас Деккер     |
| 2011      | ф  | Бойовий кінь              | War Horse                                                         | Девід Лайонс     |
| 2012      | ф  | Білосніжка: Помста гномів | Mirror Mirror                                                     | Чарльз Ренбок    |
| 2012      | ф  | Зламані                   | Broken                                                            | Рік Баклі        |
| 2013      | кф | Незворотність             | Irreversible                                                      | Даніель          |
| 2013      | ф  | Велетень-себелюбець       | The Selfish Giant                                                 | Філ              |
| 2013      | ф  | Пипець 2                  | Kick-Ass 2                                                        | Людина-комаха    |
| 2013      | кф | Річка                     | The River                                                         | Кенні            |
| 2013—2015 | с  | Атлантида                 | Atlantis                                                          | Піфагор          |
| 2015      | с  | Капітал                   | Capital                                                           | Смітті           |
| 2016      | с  | Щаслива долина            | Happy Valley                                                      | Деріл Гаррс      |
| 2016      | кф |                           | Dunroamin                                                         | Стівен           |
| 2016      | с  | Живі та мертві            | The Living and the Dead                                           | Пітер            |
| 2016      | кф | Вторгнення в ефір         | Broadcast Signal Intrusion                                        |                  |
| 2016      | кф |                           | The Intelligence Explosion: How to Stop a Robot from Turning Evil | Робот Гюнтер     |
| 2017      | ф  | Борг проти Макінроя       | Borg/McEnroe                                                      | Вітас Герулайтіс |
| 2017      | с  | Порох                     | Gunpowder                                                         | Джон Герард      |
| 2017      | ф  |                           | Apostasy                                                          | Стівен           |
| 2018      | ф  | Світ Юрського періоду 2   | Jurassic World: Fallen Kingdom                                    | Джек             |
| 2019      | с  | Очищення                  | Cleaning Up                                                       | Глинн            |
| 2019      | с  | Чорнобиль                 | Chernobyl                                                         | Леонід Топтунов  |